# Шмакова (Махньовський міський округ)
Шма́кова (рос. Шмакова) — присілок у складі Махньовського міського округу Свердловської області.
Населення — 5 осіб (2010, 8 у 2002).
Національний склад населення станом на 2002 рік: росіяни — 100 %.